# London Bridge (stanice metra v Londýně)
London Bridge je stanice londýnského metra pojmenovaná podle stejnojmenného mostu. Otevřena byla roku 1900. Nachází se na dvou linkách :
- Jubilee Line (mezi stanicemi Southwark a Bermondsey)
- Northern Line (mezi stanicemi Borough a Bank)

| Rok  | Počet cestujících |
| ---- | ----------------- |
| 2011 | 65,44 mil         |
| 2012 | 67,16 mil         |
| 2013 | 69,88 mil         |
| 2014 | 74,98 mil         |